# Borgore
Borgore, nome d'arte di Asaf Borger (Tel Aviv, 20 ottobre 1987), è un disc jockey e produttore discografico israeliano.
Egli è il fondatore dell'etichetta Buygore Records ed è stato il batterista della band death metal israeliana Shabira, inoltre ha fatto parte insieme a Tomba del duo Dubstep Alphamale Primates. Il suo genere, come da lui descritto, è la Gorestep con influenze heavy metal. Ha prodotto tracce sotto etichetta Spinnin' Records e Sumerian Records. Nel 2012 il suo EP Decision ha visto la partecipazione di Miley Cyrus. La sua etichetta Buygore Records supporta produttori come Document One, Dead Audio, Ookay, Kennedy Jones and Bare e tanti altri.

## Discografia
- Gorestep: Vol. 1 (2009; Shift Recordings)
- Ice Cream Mixtape (2009; Self-Released)
- Gorestep's Most Hated (2009; Self-Released)
- Birthday and the Black November / Ambient Dub Shit (2010; Audio Freaks)
- Borgore Ruined Dubstep, Pt. 1 (2010; Buygore)
- Borgore Ruined Dubstep, Pt. 2 (2010; Buygore)
- Ice Cream "12 (2010; Trillbass Records)
- Delicious EP (2011; Buygore)
- The Filthiest Hits...So Far (2011; Sumerian)
- Flex EP (5 Marzo, 2012)
- Borgore's Misadventures in Dubstep Ukf Dubstep (7 Marzo, 2012)
- Decisions EP (18 Giugno, 2012)
- Turn Up EP (8 Ottobre, 2012)
- Incredible ft Carnage (4 Febbraio, 2013; Spinnin' Records)
- Deception ft Cedric Gervais(18 Marzo, 2013; Spinnin' Records)
- That Lean ft Carnage (1 Maggio, 2013)
- Wild Out ft Waka Flocka Flame & Paige (15 Ottobre, 2013; Dim Mak Records)
- Unicorn Zombie Apocalypse ft Sikdope (14 Aprile, 2014; Spinnin' Records)
- #NEWGOREORDER (7 Luglio, 2014; Buygore)
- The Buygore Album (13 Gennaio, 2015; Buygore)
- Keep It Sexy (2 Ottobre, 2015; Buygore)

### Remix
- Onili – Sentimental (Borgore Body Remix)
- Rusko – Woo Boost (Borgore Remix)
- Britney Spears – Womanizer (Borgore Remix)
- Jellybass and Brother Culture – No Love (Borgore and Jazzsteppa Remix)
- Passion Pit – Sleepyhead (Borgore Remix)
- Bring Me the Horizon – It Never Ends (Borgore VIP Remix)
- Neon Hitch – Get Over You (Borgore Remix)
- Gorillaz – Clint Eastwood (Borgore's Drinking is Bad Bootleg Remix)
- Asking Alexandria – The Final Episode (Let's Change the Channel) (Borgore's Die Bitch Remix)
- M.I.A. – Illygirl (Borgore Illygore Remix)
- Hollywood Undead – I Don't Wanna Die (Borgore Remix)
- LMFAO – Sexy and I Know It (Borgore and Tomba Remix)
- Dev – Kiss My Lips (Borgore Remix)
- Cedric Gervais - Molly (Borgore Suck My Tit Remix)
- Waka Flocka Flame - Rooster In My Rari (Borgore Remix)
- Metallica - Master of Puppets (Borgore Remix)
- Awolnation - Sail (Borgore Remix)
- Borgore - Legend (Borgore and Carnage Remix)
- O.T. Genasis - CoCo (Borgore Remix)